# Fulgencio R. Moreno
Fulgencio Ricardo Moreno (Valle del Tapuá, 9 de noviembre de 1872-Asunción 17 de octubre de 1933) fue un periodista, economista, funcionario, diplomático e historiador paraguayo.

## Infancia y juventud
Fulgencio R. Moreno nació en la aldea Itapuá, en el Valle del Tapuá, a unos 30 km al noreste de la ciudad de Asunción. Por línea materna descendía de los Yegros, ligados a la gesta independentista.
Realizó sus estudios secundarios en el Colegio Nacional de la Capital e inició la carrera jurídica en la Facultad de Derecho y Ciencias Sociales para abandonarla al poco tiempo, absorbido por sus actividades políticas desde el año 1900. Fue activo militante del Partido Colorado.
En 1891 ingresó a trabajar en el diario El Tiempo (de Asunción), con el periodista Blas Garay.
También trabajó en La Semana, El Progreso, La Unión, La Tribuna y La Patria, la Revista del Instituto Paraguayo y La Prensa.
Se casó con Rosario González Filisbert, dejando numerosa descendencia, entre ellos el compositor Juan Carlos Moreno González (1911-1983).

## Funcionario
- Profesor de Historia del Paraguay en la Escuela Normal de Maestros (Asunción).
- Profesor de Historia griega en el Colegio Nacional (Asunción).
- Director del Colegio Nacional
- Director de Correos y Telégrafos (Asunción).
- Secretario general de Correos y Telégrafos
- Miembro del Consejo Superior de Educación
- Secretario de la Cámara de Diputados,
- Diputado nacional
- Senador nacional
- Ministro de Hacienda
- Ministro de Relaciones Exteriores
- Embajador en Lima (Perú)
- Embajador en Santiago (Chile)
- Embajador en Río de Janeiro (Brasil)
- Embajador en La Paz (Bolivia); en 1910, el presidente Manuel Gondra lo nombró ministro plenipotenciario especial para tratar con el representante boliviano la cuestión de límites.[2] Representó a su país en las negociaciones con el boliviano Ricardo Mujía, que culminaron en el acuerdo Ayala-Mujía en 1912.

Militó en filas de la Asociación Nacional Republicana, de la que fue presidente.
El 21 de agosto de 1901 fue nombrado ministro de Hacienda del Gobierno de Emilio Aceval Marín (que fue presidente entre el 25 de noviembre de 1898 y el 9 de enero de 1902).
Siguió siendo ministro de Hacienda durante la presidencia de Andrés Héctor Carvallo Acosta (entre el 9 de enero de 1902 y el 25 de noviembre de 1902) y de Juan Antonio Ezcurra (25 de noviembre de 1902 a 19 de diciembre de 1904).
El 17 de diciembre de 1904 fue remplazado por el empresario Juan Bautista Gaona.

## Sus obras
Era un investigador histórico de gran autoridad. 
Carlos Zubizarreta lo describe como escritor pulcro, castizo, chispeante y erudito. De verso gracioso e irónico, supo encontrar inspiración en las tradiciones indígenas. Cultivó la sátira; siendo secretario de Correos, pedía aumentos en estrofas llenas de gracia, ocurrencia que a veces repitió en el desempeño de funciones diplomáticas.
El poeta revela en sus versos el influjo del ambiente físico y social en el que desarrolló su juventud. Compenetrado de las costumbres populares, se apoderó de todos los secretos de la ciudad; asoman en sus escritos la emoción colectiva y el reflejo de la gracia, llena de mesura del pueblo paraguayo.
Yvá
¿Quién es aquella que va cruzando sonriente el valle de Pirayú?
Ved: mientras pasa le van cantando las leves ondas del lago azul.
Abre sus labios tierna sonrisa,
sus ojos lanzan brillos de amor,
su cabellera flota en la brisa,
del bosque se alza vago rumor.

### Ensayos
Dada la gran versación del doctor Moreno en cuestiones financieras, la economía fue materia persistente de diversas monografías:
- 1902: La cuestión monetaria en el Paraguay, donde analiza el balance productivo y sus consecuencias en la devaluación de la moneda nacional.
- 1903: Los tratados con Bolivia
- 1906: Informes sobre impuestos internos
- 1911: Historia económica del Paraguay
- 1911: Inmigración y colonización antes y  independencia del Paraguay, obra de gran difusión, con motivo del centenario de la emancipación paraguaya.
- 1912: Estudio de la independencia del Paraguay
- 1912: La cuestión monetaria
- 1912: Diplomacia paraguayo-boliviana
- 1913: El mundo de los átomos (ensayo)
- 1914: Origen del Dr. Francia
- 1916: Juan Zorrilla de San Martín (1916)
- 1917-1920: "Cuestión de límites con Bolivia". negociaciones diplomáticas (tres volúmenes)
- Los patronos del Paraguay
- Sobre Blas Garay
- La educación pública antes de 1870
- 1924: Los guaraníes en el antiguo Tucumán
- 1926: La ciudad de Asunción, en la que describió minuciosamente el proceso formativo de la ciudad desde la etapa colonial hasta la independencia
- 1926: Extensión territorial del Paraguay al oeste de su río.[2]

Fue periodista reconocido. Fue redactor permanente del diario La Prensa, de Buenos Aires.

## Labor historiográfica
Moreno descartó la suposición de la esencial influencia de José Gaspar Rodríguez de Francia en la independencia. Sostuvo la siguiente tesis:

No hemos podido identificar la emancipación paraguaya con la personalidad del doctor Francia, ni menos atribuirle la formación de nuestra nacionalidad; porque tales afirmaciones a más de ser contrarias al desarrollo normal de los pueblos, se oponen a los documentos y pruebas de la época. Un modo de sentir y de pensar, formado en siglos de labor casi inconsciente, no se modifica en un día por el esfuerzo de un solo hombre.
Fulgencio R. Moreno

Raúl Amaral sostiene que su tarea histórica se hubiera revestido de mayor diversidad sino no hubiera sido absorbido por el problema chaqueño, que consumió gran parte de sus esfuerzos. Justo Pastor Benítez asevera que Moreno fue de los tantos que fueron devorados por el Chaco.
Fue de estimable valor su trabajo sobre las migraciones guaraníticas, expuesto en uno de sus volúmenes sobre el Chaco. En la defensa de los intereses paraguayos en el conflicto con Bolivia afloró la profundidad de sus razonamientos y el conocimiento preciso de la historia. Su obsesiva dedicación a la materia le confirió el apelativo de «doctor en límites».
Moreno fue galardonado con diversas condecoraciones paraguayas y bolivianas.
Natalicio González apunta que Moreno poseyó el genio alegre del pueblo paraguayo, el sentido de equilibrio y la mesura, su don irónico, festivo y esa inteligencia penetrante aguzada por la viva percepción de lo real.
Acostumbraba autorretratarse con fina y espirituosa gracia:

Soy republicano, pero fui un combatiente revolucionario del 18 de octubre; tengo varias condecoraciones sin ganar batallas; me llamo Moreno pero soy de pura raza blanca; disculpen amigos, yo no soy doctor.
Fulgencio Ricardo Moreno

## Fallecimiento
Fulgencio Ricardo Moreno falleció el 17 de octubre de 1933 a los 60 años, en Asunción.

## Lectura adicional
- «100 paraguayos del siglo XX», fascículos coleccionables, en el diario Última Hora (Asunción).
- Pastor Benítez, Justo: El solar guaraní
- González, Natalicio: Letras paraguayas
- Zubizarreta, Carlos: Cien vidas paraguayas.
- Amaral, Raúl: Escritos paraguayos.
- Centurión, Carlos R.: Historia de las letras paraguayas.
- Buzó Gómez, Sinforiano: Índice de la poesía paraguaya.